# 保羅·斯庫利

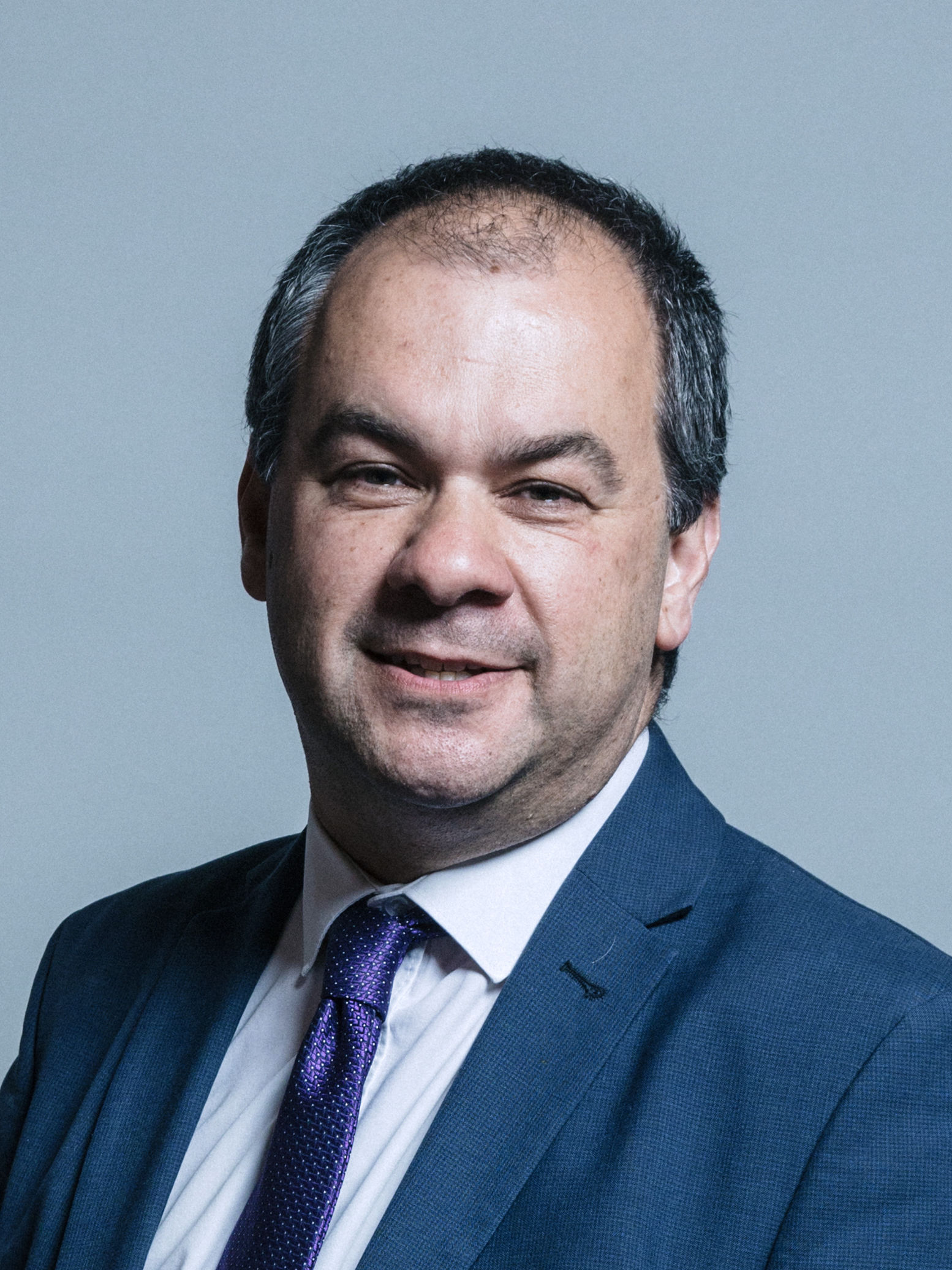

保羅·斯庫利（英語：Paul Scully，1968年4月29日—）是一位英格蘭政治人物，他的黨籍是保守黨。自2015年開始，他擔任薩頓和奇姆選區選出的英國下議院議員。他畢業於雷丁大學。他是一位緬甸人後裔。